# Медресе Шергирон
Медресе Шергирон (узб. Shirgaron madrasasi) — утраченное здание медресе в Бухаре (Узбекистан). Здание медресе было построено в XIX веке возле одноимённых ворот, но во время советской власти ворота и медресе разрушены в целях расширения дороги и города.

## История
Медресе Шергирон было построено в XIX веке на улице Ходжи Даруга во время правления узбекской династии мангытов в Бухарском эмирате. По одним сведениям, на этой улице в XIX веке ещё существовало одно медресе (медресе Муллы Гафура). По другим сведениям, бухарского исследователя Абдусаттора Джуманазарова, медресе Шергирон могло быть другим названием медресе Муллы Гафура. Он также приводит сведения, что согласно вакфным документам, медресе Муллы Гафура, расположенное на улице Ходжи Даруга, было оснащено красильной мастерской. Медресе Шергирон было построено частично из кирпича, частично из дерева и глины. Медресе примыкала к дому муллы Хакимбоя на западе, к другим домам на севере и мечети на юге. Главой медресе был мударрис, который преподавал традиционные предметы для исламского образовательного учреждения. В каждой комнате медресе жило по два студента.
Медресе располагалось возле бухарских ворот Шергирон. По мнению советского востоковеда Ольги Сухаревой на улице Ходжи Даруга стояла деревянная мечеть-медресе. По её мнению, медресе имело 15 помещений и было построено во второй половине XIX века. Медресе было построено в среднеазиатском архитектурном стиле из кирпича, дерева, камня и ганчи.